# Dumbarton
Dumbarton (gael. Dùn Breatann) − miasto w zachodniej Szkocji, ośrodek administracyjny jednostki West Dunbartonshire, położone na północnym brzegu rzeki Clyde, nad uchodzącą do niej rzeką Leven, na północny zachód od Glasgow. W 2011 roku liczyło 20 040 mieszkańców.
Nad miastem góruje 75-metrowe bazaltowe wzgórze, ufortyfikowane co najmniej od wczesnego średniowiecza. Nazwa miasta pochodzi od słów oznaczających w języku szkockim „fort Brytów”. Miasto było stolicą średniowiecznego królestwa Strathclyde, a później hrabstwa Dunbartonshire. 
Gospodarka miasta opiera się na sektorze usługowym (handel, turystyka). Rozwinął się przemysł stoczniowy (utracił na znaczeniu po II wojnie światowej) oraz spożywczy. Znajduje się tu zamek (Dumbarton Castle) oraz muzeum morskie (Scottish Maritime Museum).